# Blastophragma subulatum
Blastophragma subulatum är en svampart som beskrevs av Subram. 1995. Blastophragma subulatum ingår i släktet Blastophragma, divisionen sporsäcksvampar och riket svampar.   Inga underarter finns listade i Catalogue of Life.